# The Original Disco Man
The Original Disco Man är ett musikalbum av James Brown som lanserades 1979 på skivbolaget Polydor. Albumet var något av en reaktion på att James Browns funkmusik vid 1970-talets slut övergetts till förmån för discomusik. Skivan producerades av Brad Shapiro, och inte James Brown själv vilket brukade vara fallet. Shapiro skrev också merparten av skivans låtar. Musiken är discoinspirerad, men fortfarande rotad i funk. Trots uppoffringarna blev skivan bara en medelstor framgång, men har senare setts som ett av James Browns starkaste 1970-talsalbum. Skivans inledande låt "It's too Funky In Here" släpptes som singel från skivan. Musikkritikern Robert Christgau kallade låten för "årets discoskiva" i sin recension av albumet, och skivan som helhet fick A- i betyg.

## Låtlista
(kompositör inom parentes)
1. "It's too Funky In Here" (B. Shapiro/G. Jackson/R. Miller/W. Shaw) - 6:30
2. "Let the Boogie do the Rest" (B. Shapiro/R. McCormick) - 7:22
3. "Still" (B. Anderson) - 6:05
4. "Star Generation" (B. Shapiro/R. McCormick) - 8:07
5. "Women Are Something Else" (B. Shapiro/R. McCormick) - 6:00
6. "The Original Disco Man" (B. Shapiro) - 6:55

## Listplaceringar
- Billboard 200, USA: #152[2]
- Billboard R&B Albums, USA: #37